# Episodi di 14º Distretto (trentatreesima stagione)
La trentatreesima stagione della serie televisiva 14º Distretto è stata trasmessa in anteprima in Germania da Das Erste tra il 27 gennaio 2020 e il 4 maggio 2020.
| nº | Titolo originale          | Titolo italiano | Prima TV Germania | Prima TV Italia |
| -- | ------------------------- | --------------- | ----------------- | --------------- |
| 1  | Das neue Revier           | inedito         | 27 gennaio 2020   | inedito         |
| 2  | Kleine Haie, fette Fische | inedito         | 3 febbraio 2020   | inedito         |
| 3  | Der Preis eines Kindes    | inedito         | 10 febbraio 2020  | inedito         |
| 4  | Einsame Herzen            | inedito         | 17 febbraio 2020  | inedito         |
| 5  | Nina undercover           | inedito         | 24 febbraio 2020  | inedito         |
| 6  | Der Idiot                 | inedito         | 2 marzo 2020      | inedito         |
| 7  | Der große Tanz            | inedito         | 9 marzo 2020      | inedito         |
| 8  | Der falsche Polizist      | inedito         | 16 marzo 2020     | inedito         |
| 9  | Schlüsselmomente          | inedito         | 23 marzo 2020     | inedito         |
| 10 | Die Frau auf der Insel    | inedito         | 30 marzo 2020     | inedito         |
| 11 | Hochdosiert               | inedito         | 6 aprile 2020     | inedito         |
| 12 | Pauls Rückkehr            | inedito         | 20 aprile 2020    | inedito         |
| 13 | Immer wieder Montag       | inedito         | 27 aprile 2020    | inedito         |
| 14 | Absolute Anfänger         | inedito         | 4 maggio 2020     | inedito         |